# Віллсборо (переписна місцевість, Нью-Йорк)
Віллсборо (англ. Willsboro) — переписна місцевість (CDP) в США, в окрузі Ессекс штату Нью-Йорк. Населення — 689 осіб (2020).

## Географія
Віллсборо розташоване за координатами 44°21′49″ пн. ш. 73°23′35″ зх. д. / 44.36361° пн. ш. 73.39306° зх. д. (44.363503, -73.393164).  За даними Бюро перепису населення США в 2010 році переписна місцевість мала площу 5,07 км², з яких 4,98 км² — суходіл та 0,09 км² — водойми.

## Демографія
Згідно з переписом 2010 року, у переписній місцевості мешкали 753 особи в 328 домогосподарствах у складі 197 родин. Густота населення становила 149 осіб/км².  Було 369 помешкань (73/км²).
Расовий склад населення:
| - 98,1 % — білих - 0,1 % — корінних американців |

До двох чи більше рас належало 1,7 %. Частка іспаномовних становила 0,0 % від усіх жителів.
За віковим діапазоном населення розподілялося таким чином: 19,3 % — особи молодші 18 років, 60,8 % — особи у віці 18—64 років, 19,9 % — особи у віці 65 років та старші. Медіана віку мешканця становила 46,3 року. На 100 осіб жіночої статі у переписній місцевості припадало 98,2 чоловіків;  на 100 жінок у віці від 18 років та старших — 95,5 чоловіків також старших 18 років.
Середній дохід на одне домашнє господарство  становив 45 930 доларів США (медіана — 40 298), а середній дохід на одну сім'ю — 57 826 доларів (медіана — 61 375). Медіана доходів становила 42 419 доларів для чоловіків та 20 694 долари для жінок. За межею бідності перебувало 14,3 % осіб, у тому числі 18,6 % дітей у віці до 18 років та 10,2 % осіб у віці 65 років та старших.
Цивільне працевлаштоване населення становило 400 осіб. Основні галузі зайнятості: освіта, охорона здоров'я та соціальна допомога — 37,8 %, роздрібна торгівля — 12,5 %, будівництво — 10,3 %, мистецтво, розваги та відпочинок — 9,0 %.